# Ekkehard Kappler
Ekkehard Kappler (* 1940 in Breslau) ist ein deutscher Betriebswissenschaftler.
Ab 1962 studierte er an der Ludwig-Maximilians-Universität München Betriebswirtschaftslehre, wo er 1970 promovierte. 1972 habilitierte er sich dort mit einer Arbeit zum Thema „Das Informationsverhalten der Bilanzinteressenten“. Anschließend wurde er einer der Gründungsprofessoren für Wirtschaftswissenschaften an der (Bergischen) Universität-Gesamthochschule Wuppertal. Dann 1984 Gründungsdekan für Wirtschaftswissenschaften an der privaten Universität Witten-Herdecke. Schließlich ordentlicher Professor an der Universität Innsbruck. Mittlerweile ist er dort emeritiert. In den 1970er und 1980er Jahren galt Ekkehard Kappler als Mitbegründer einer kritischen Theorie der Betriebswirtschaftslehre (-> Kritische Theorie)
Ausgewählte Werke:
- Systementwicklung (Promotion), 1970
- Das Informationsverhalten der Bilanzinteressenten (Habilitation), 1972
- (als Herausgeber) Praktische Folgen einer Rekonstruktion der Betriebswirtschaftslehre als ökonomische Theorie, 1983
- (mit Stephan Laske) BLICKWECHSEL – Zur Dramatik und Dramaturgie von Nachfolgeprozessen in Familienunternehmen, 1990
- (mit Thomas Knoblauch) Innovationen – Wie kommt das Neue in die Unternehmung?, 1996
- Zum Theorie-Praxis-Verhältnis einer noch zu entwickelnden kritischen Theorie der Betriebswirtschaftslehre. In: Hans Ulrich (Hg.): Zum Praxisbezug der Betriebswirtschaftslehre, 1976
- Die Wiedergewinnung der Möglichkeit – Rekonstruktion als wissenschaftlicher Beitrag zur Überwindung von Stagnation. In: Ludwig Pack/Dietrich Börner (Hg.): Betriebswirtschaftliche Entscheidungen bei Stagnation, 1984
- Brauchen wir eine neue Betriebswirtschaftslehre? Vorbemerkungen zur kritischen Betriebswirtschaftslehre. In: Norbert Koubek/Hans-Detlef Küller/Ingrid Scheibe Lange (Hg.): Betriebswirtschaftliche Probleme der Mitbestimmung, 2. Auflage, 1980